# Llibertat de pensament
La llibertat de pensament o la llibertat ideològica o de creença, és la capacitat de cadascú, en la seva consciència, d'adoptar, mantindre, i canviar qualsevol pensament, opinió, ideologia o creença; i, en el seu cas, poder manifestar-ho, cosa que passaria a ser objecte de la llibertat d'expressió, i en el seu àmbit: de la llibertat acadèmica, de la llibertat científica, i de la llibertat artística o llibertat de creació. És considerat un dels principals drets i llibertats, dels considerats drets civils i polítics o drets humans de primera generació. Històricament ha estat vinculada a la llibertat religiosa o de culte, i a la llibertat d'opinió o de premsa.